# Spytihněv II.
Spytihněv II. (1031 – 28. ledna 1061, latinsky Spitigneu či Zpitigneu) byl český kníže (1055–1061) z dynastie Přemyslovců, podle Kosmy muž velmi krásný, vlasy měl tmavší nad černou smolu, vousy dlouze splývající, tvář veselou...

## Rodina
Spytihněv byl nejstarší syn Břetislava I. a Jitky Nordgavské, bratr svého nástupce Vratislava II., Konráda I. Brněnského a Oty Olomouckého, kteří vládli v moravských údělech, a Jaromíra, který se později stal biskupem. Jeho manželkou byla Ida Wettinská.

## Mládí
Jako dítě se Spytihněv stal v roce 1039 rukojmím Jindřicha III., kterému se znelíbila expanzivní politika knížete Břetislava, ale po porážce při tažení do Čech byl vyměněn za německé pány.
O rok později byl ale Jindřich úspěšnější a Spytihněv putoval znovu jako záruka míru do německých zemí. Není známo, jak dlouhou dobu tam strávil, ale ve Spytihněvových sedmnácti letech mu otec svěřil olomoucký úděl, před svou smrtí ho Břetislav povolal do Čech na knížecí stolec a Moravu rozdělil mezi další tři syny.

## Spytihněv II. jako kníže
Roku 1055 přijal Spytihněv po smrti otce od císaře Jindřicha III. Čechy v léno. Vzápětí zbavil své bratry údělných držav a podřídil Moravu přímé vládě a dle Kosmy dal všechny Němce včetně své matky ze země vyhnat. Dochované prameny tomu ale odporují. Kníže dal vyhnat zřejmě jen svou matku, protože snad bránila jeho mladší bratry, a abatyši u sv. Jiří německého původu. Sám Spytihněv měl německou manželku a ze Sázavského kláštera vypudil slovanské mnichy, které nahradili mniši němečtí, provádějící latinskou liturgii. Po incidentu, který Spytihněv II. vyvolal u Hrutova v r. 1055, se vytrácí původní moravská šlechta z dějin. Nahrazují ji kasteláni a šlechta dosazení z Čech.
Roku 1057 Spytihněv II. založil litoměřickou kapitulu. Roku 1059 vrátil bratrovi Vratislavovi olomoucký úděl, aby otupil spojenectví mezi Svatou římskou říší a Uhrami poté, co se Vratislav II. oženil s Adletou Uherskou. Snaha o propůjčení královského titulu Spytihněvovi nevyšla, avšak za každoroční poplatek jednoho sta hřiven stříbra mu papež Mikuláš II. udělil právo nosit biskupskou mitru při vybraných církevních svátcích (1059 nebo 1060). Za jeho vlády došlo k přestavbě rotundy sv. Víta na Pražském hradě na románskou baziliku.

## Následnictví
Poslechnout si článek · info

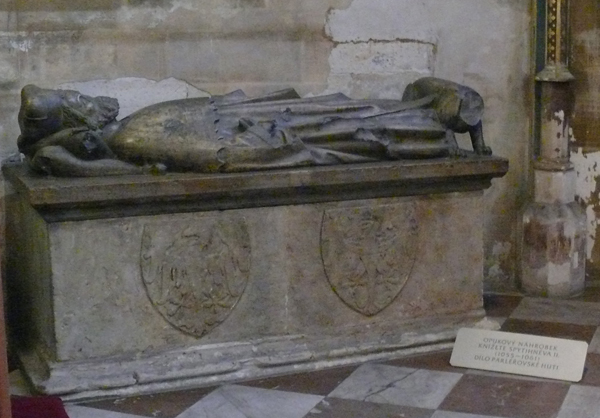
Spytihněvův náhrobek ve svatovítské katedrále

Spytihněv zemřel ve třiceti letech, po šesti letech vlády. Stalo se tak 28. ledna 1061 snad po bojích u Hradce nad Moravicí, pohřben je ve Svatovítské bazilice. Mnozí kronikáři předpokládali, že druhá polovina 11. století bude dobou Spytihněva, nepochybně schopného knížetezdroj?, osud tomu ale chtěl jinak. Jeho nástupcem a prvním českým králem se stal Spytihněvův bratr Vratislav II.
Spytihněvův jediný syn Svatobor (Fridrich) se stal roku 1085 akvillejským patriarchou, ale už 23. 2. 1086 byl zavražděn při pouliční výtržnosti.

## Potomci
S manželkou Idou Wettinskou († po 1061) měl Spytihněv II. 2 děti:
- Neznámá dcera

∞ Wichmann z Celly
- Svatobor († 1086), aquilejský patriarcha

## Genealogie
| Oldřich zm. 9. listopadu 1034 | Oldřich zm. 9. listopadu 1034 |                                 |                                 | Božena? zm. po 1052 | Božena? zm. po 1052 |  |  | Jindřich Nordgavský zm. 18. září 1017 | Jindřich Nordgavský zm. 18. září 1017 |                                 |                                 | Gerberga (z Grabfeldu)? zm. po 1036 | Gerberga (z Grabfeldu)? zm. po 1036 |
|                               |                               |                                 |                                 |                     |                     |  |  |                                       |                                       |                                 |                                 |                                     |                                     |
|                               |                               |                                 |                                 |                     |                     |  |  |                                       |                                       |                                 |                                 |                                     |                                     |
|                               |                               | Břetislav I. zm. 10. ledna 1055 | Břetislav I. zm. 10. ledna 1055 |                     |                     |  |  |                                       |                                       | Jitka ze Svinibrodu zm. po 1052 | Jitka ze Svinibrodu zm. po 1052 |                                     |                                     |
|                               |                               |                                 |                                 |                     |                     |  |  |                                       |                                       |                                 |                                 |                                     |                                     |
|                               |                               |                                 |                                 |                     |                     |  |  |                                       |                                       |                                 |                                 |                                     |                                     |
|                               |                               |                                 |                                 |                     |                     |  |  |                                       |                                       |                                 |                                 |                                     |                                     |

|                                        |                                        | Ida Wettinská zm. po 1061 OO ? | Ida Wettinská zm. po 1061 OO ? | Spytihněv II. nar. 1031 zm. 28. ledna 1061 | Spytihněv II. nar. 1031 zm. 28. ledna 1061 |  |  |  |  |
|                                        |                                        |                                |                                |                                            |                                            |  |  |  |  |
|                                        |                                        |                                |                                |                                            |                                            |  |  |  |  |
| Svatobor (Fridrich) zm. 23. února 1086 | Svatobor (Fridrich) zm. 23. února 1086 | dcera                          | dcera                          |                                            |                                            |  |  |  |  |